# Paradoja del conocedor
La paradoja del conocedor es un paradigma que pertenece a la familia de las paradojas de la autorreferencia (como la paradoja del mentiroso). En términos informales, consiste en considerar una oración que dice de sí misma que no es conocida, y aparentemente derivar la contradicción de que dicha oración no es conocida y es conocida al mismo tiempo.

## Historia
Una versión de esta paradoja ya aparece en el capítulo 9 de los Insolubilia de Thomas Bradwardine. En pos de la discusión moderna sobre las paradojas de la autorreferencia, la paradoja ha sido redescubierta (y nombrada así) por los lógicos y filósofos estadounidenses David Kaplan y Richard Montague, y ahora se considera una paradoja importante en el área. La paradoja tiene conexiones con otras paradojas epistémicas, como la paradoja del verdugo y la paradoja de la conocibilidad.

## Formulación
La noción de conocimiento parece estar gobernada por el principio de que el conocimiento es fáctico:
(CF) Si la oración ' P ' es conocida, entonces P
(donde usamos comillas simples para referirnos a la expresión lingüística dentro de las comillas y donde 'es conocida' es una abreviación de 'es conocida por alguien en algún momento'). También parece estar gobernada por el principio de que la demostración produce conocimiento:
(DC) Si la oración ' P ' ha sido demostrada, entonces ' P ' es conocida
Sin embargo, consideremos la oración:
(C) (C) no es conocida
Supongamos, por reductio ad absurdum, que (C) es conocida. Entonces, por (CF), se sigue que (C) no es conocida, y por lo tanto, por reductio ad absurdum, podemos concluir que (C) no es conocida. Ahora bien, esta conclusión, que es la oración (C) en sí misma, no depende de ninguna suposición que no haya sido descargada, por lo que acaba de ser demostrada. Por lo tanto, por (DC), podemos concluir ulteriormente que (C) es conocida. Al juntar las dos conclusiones, obtenemos la contradicción de que (C) es tanto no conocida como conocida.

## Soluciones
Dado que, según el lema diagonal, toda teoría suficientemente fuerte deberá aceptar algo como (C), la absurdidad solo puede evitarse o rechazando uno de los dos principios del conocimiento (CF) y (DC) o rechazando la lógica clásica (que valida el razonamiento desde (CF) y (DC) hasta la absurdidad). El primer tipo de estrategia se divide en varias alternativas. Un abordaje de este tipo se inspira en la jerarquía de predicados de verdad familiar a partir de los trabajos de Alfred Tarski sobre la paradoja del mentiroso y construye una jerarquía similar de predicados de conocimiento. Otro abordaje del mismo tipo mantiene un único predicado de conocimiento, pero considera que la paradoja pone en duda la validez sin restricciones de (DC) o al menos el conocimiento de (CF). El segundo tipo de estrategia también se divide en varias alternativas. Un abordaje de este tipo rechaza el principio del tercero excluido y, consecuentemente, reductio ad absurdum.  Otro abordaje del mismo tipo mantiene reductio ad absurdum y acepta la conclusión de que (C) es tanto no conocida como conocida, rechazando así el principio de no contradicción.